# Farkas Balázs (labdarúgó, 1978)
Farkas Balázs (Budapest, 1978. november 2. –) magyar labdarúgó.
2012. március 29-én a Diósgyőr szerződést bontott vele, miután a Központi Nyomozó Főügyészség kihallgatta, és a kihallgatás végén meg is gyanúsította egy diósgyőri pályafutását megelőzően lejátszott mérkőzés eredményének befolyásolásával.

## Külső hivatkozások
- Profil a Csapat hivatalos honlapján[halott link] (magyarul)
- Farkas Balázs adatlapja a HLSZ.hu-n (magyarul)
- Interjú Farkas Balázzsal a Pécs kapusával- www.keepersport.hu. (Hozzáférés: 2010. május 22.)[halott link]
- Szerződésbontás Farkas Balázzsal dvtk.eu. (Hozzáférés: 2012. március 29.)